# Nasr
Nasr (1 de noviembre de 1287-16 de noviembre de 1322) o Abu al-Juyush Nasr ibn Muhammad (en árabe: أبو الجيوش نصر بن محمد‎) fue el cuarto señor nazarí del Emirato de Granada. Reinó del 14 de marzo de 1309 hasta su abdicación el 8 de febrero de 1314. Era hijo de Muhammad II al-Faqih y Shams al-Duha. Ascendió al trono después de que su hermano Muhammad III fuese destronado por una revuelta palaciega. En el momento de su advenimiento, Granada se enfrentaba a una guerra en tres frentes contra Castilla, Aragón y el Sultanato benimerín, motivada por la política exterior de su predecesor. El nuevo sultán hizo las paces con los benimerines en septiembre de 1309, cediéndoles los derechos sobre el puerto africano de Ceuta, que ya habían sido conquistado, así como Algeciras y Ronda, en Europa. Granada perdió Gibraltar en septiembre tras el asedio castellano, pero retuvo Algeciras hasta que fue entregada también a lo benimerines, que continuaron defendiéndola hasta que los castellanos abandonaron el cerco en enero de 1310. Jaime II de Aragón solicitó la paz después de que los defensores granadinos resistiesen el asedio aragonés de Almería en diciembre de 1309; retiró sus tropas y abandonó los territorios del Emirato en enero. En el tratado subsiguiente, Nasr acordó pagar tributos e indemnizaciones a Fernando IV de Castilla y ceder algunas ciudades fronterizas a cambio de siete años de paz.
A pesar de lograr la paz con pérdidas relativamente pequeñas, el soberano era impopular en la corte, ya que se sospechaba que era procristiano y se le acusaba de dedicar tanto tiempo a la astronomía que descuidaba sus deberes de gobernante. La rebelión acaudillada por su cuñado Abu Sa'id Faray en 1311 fracasó, pero un segundo levantamiento del hijo de Abu Said, Ismaíl, terminó con la conquista de la Alhambra y con la abdicación de Nasr el 8 de febrero de 1314; este cedió el trono a Ismaíl, que devino Ismaíl I. A Nasr se le permitió gobernar la provincia oriental de Guadix, donde se proclamó  «rey de Guadix». Nasr intentó recuperar el trono con la ayuda de Castilla, pero Ismaíl derrotó al ejército castellano en el batalla de la Vega de Granada; el descalabro llevó a la firma de una tregua que puso fin al sostén castellano a Nasr. Este murió sin heredero en 1322.

## Nacimiento y juventud

Granada y los Estados circundantes en el siglo

Abu al-Juyush Nasr ibn Muhammad nació el 1 de noviembre de 1287 (24 de Ramadán de 686 AH), probablemente en la Alhambra, fortaleza y complejo real nazarí, sita en Granada. Su padre era Muhammad II (1273-1302), el segundo sultán nazarí de Granada. Su madre era Shams al-Duha, la segunda esposa de Muhammad, cristiana y exesclava. Muhammad tenía otros hijos de su primera esposa: el primogénito, Muhammad (más tarde Muhammad III, nacido en 1257 y que reinó entre 1302 y 1309) y Fátima (c. 1260
-1349). Su padre, conocido por el epíteto al-Faqih («el jurisconsulto») debido a su erudición y educación, alentó las actividades intelectuales de sus hijos; Muhammad se dedicó intensamente a la poesía, mientras que Fátima estudió el barnamaj —las bibliografías de eruditos islámicos— y Nasr, astronomía. El hermano mayor de Nasr, Muhammad, fue nombrado heredero (wali al-ahd) durante el reinado de su padre.
Muhammad III fue entronizado al morir su padre en 1302. En los últimos años del reinado de este, el emirato estuvo al borde de la guerra contra una triple alianza de sus vecinos mayores: los reinos cristianos de Castilla y Aragón en el península ibérica y el Sultanato benimerín del norte de África. La guerra, potencialmente desastrosa, y la extravagancia del visir (ministro principal) Ibn al-Hakim suscitaron la ira entre los granadinos. El 14 de marzo de 1309 (Eid al-Fitr, 1 Shawwal 708 AH), una revuelta palaciega instigada por algunos nobles granadinos, incluido el rival del visir Atiq ibn al-Mawl, obligó a Muhammad III a abdicar en favor de Nasr. Muhammad III se retiró a una finca en Almuñécar, mientras que Ibn al-Hakim fue asesinado por Ibn al-Mawl durante la agitación y su cadáver fue maltratado por la turba. Nasr ascendió al trono y nombró visir a Ibn al-Mawl, el principal instigador del golpe y miembro de una familia influyente de Granada.

## Guerra contra la triple alianza
Granada estaba en una situación muy peligrosa cuando Nasr tomó el poder: sin aliados y con tres enemigos más grandes que ella que se aprestaban a atacarla. Uno de los principales asuntos que favorecían el conflicto fue la ocupación granadina de Ceuta, puerto de la costa norteafricana del estrecho de Gibraltar que se había rebelado contra los benimerines en 1304 y de la que Granada se había apoderado en 1306, durante el reinado de Muhammad III. La toma granadina de la plaza y el dominio que tenía de Algeciras y Gibraltar —otros puertos del estrecho—, así como de Málaga y Almería, situadas más al este, le habían otorgado el firme control de ambos lados del estrecho, situación que disgustó tanto a los benimerines como a Castilla y Aragón.
Los benimerines comenzaron a asaltar Ceuta el 12 de mayo de 1309 y firmaron una alianza formal con Aragón a principios de julio. Aragón enviaría galeras y caballeros para ayudar a los benimerines a tomar Ceuta a cambio de entregas de trigo y cebada y la concesión de beneficios comerciales a los mercaderes catalanes que operaban en Marruecos. Además, las dos partes se comprometían a no firmar la paz por separado. El acuerdo también disponía que, una vez conquistada la plaza, el territorio sería devuelto a los benimerines, pero primero se saquearía y el botín de bienes muebles se entregaría a Aragón. Sin embargo, el 20 de julio de 1309, el pueblo de Ceuta derrocó a sus señores nazaríes y permitió que los benimerines entraran en la ciudad sin ayuda aragonesa. La recuperación de Ceuta suavizó la actitud benimerín hacia Granada y los dos Estados musulmanes entablaron negociaciones. Nasr ya había enviado a embajadores a la corte benimerín de Fez en abril y, a finales de septiembre de 1309, las dos cortes llegaron a un acuerdo de paz. Además de aceptar el dominio benimerín de Ceuta, Nasr tuvo que ceder Algeciras, Ronda —plazas andalusíes— y sus comarcas. Esto dotó a los benimerines de bases en los territorios tradicionalmente granadinos del sur de la península ibérica, de la que se habían retirado en 1294. Al no necesitar ya la colaboración aragonesa, los benimerines rescindieron la alianza con el reino cristiano y no enviaron el botín acordado; esto hizo que el rey Jaime II de Aragón escribiese a su homólogo castellano Fernando IV para indicarle que podían considerar al sultán benimerín Abu ur-Rabí Sulaymán enemigo de ambos desde ese momento.
Mientras tanto, a finales de julio los ejércitos cristianos, no solamente el castellano y aragonés, sino también el de Portugal, se unieron en una liga el 3 de julio y sitiaron Algeciras, puerto del extremo occidental del Emirato, a las órdenes de Fernando IV. Pronto, se despachó un destacamento para cercar también el próximo Gibraltar. Dos máquinas de asedio atacaron las murallas de Gibraltar mientras los barcos aragoneses bloqueaban su puerto. La ciudad se rindió el 12 de septiembre de 1309, justo antes de que Nasr firmase la paz con los benimerines. La mezquita de la ciudad se convirtió en iglesia, y 1125 de sus habitantes se mudaron al norte de África para evitar vivir bajo el dominio cristiano. Aunque este puerto era menos importante que Algeciras, su conquista fue significativa, ya que le dio a Castilla una base estratégica en el estrecho de Gibraltar. Volvió a manos musulmanas en 1333, y de nuevo a Castilla en 1464, en el marco de una larga disputa por adueñarse de los puertos del estrecho. Mientras continuaba el asedio de Algeciras; según el acuerdo de paz entre nazaríes y benimerines, los primeros les cedieron la soberanía de la ciudad a los segundos. Los benimerines enviaron tropas y suministros para reforzar la defensa de la plaza, mientras que Nasr centraba su atención en el frente oriental. A finales de octubre o noviembre, un contingente de quinientos caballeros castellanos comandados por el tío del rey, el infante Juan, y el primo del monarca, Juan Manuel, abandonó el sitio de Algeciras, lo que desanimó al resto de los sitiadores y los hizo vulnerables a un contraataque del enemigo. Pese a ello, Fernando IV todavía estaba decidido a proseguir el asedio y juró que prefería la muerte en la batalla al deshonor de retirarse de Algeciras.

Mapa del Emirato de Granada, con sus principales pueblos y ciudades, antes de la pérdida de Gibraltar y Ceuta en 1309

En el frente oriental, tropas aragonesas asediaban Almería con cierto apoyo castellano. Pero la ciudad había podido acumular abastos y mejorar sus defensas debido a la llegada tardía de las fuerzas aragonesas al mando de Jaime II, que llegaron ante ella por mar a mediados de agosto de 1309. Los repetidos asaltos contra la ciudad fracasaron, y Nasr envió tropas a las órdenes de Uthman ibn Abi al-Ula para socorrerla. Estas se apostaron en las cercanías Marchena después de derrotar allí a un destacamento aragonés y estorbaban continuamente la labor de los sitiadores que salían a forrajear. Se acercaba el invierno, la ciudad aún resistía y el debilitamiento del asedio de Algeciras en noviembre hizo que Granada pudiese enviar más refuerzos al este. En consecuencia, Jaime II y Nasr pactaron una tregua a finales de diciembre por la que el rey aragonés se comprometía a retirar sus tropas de los territorios granadinos. La evacuación se completó en enero de 1310 tras algunos incidentes. En un momento de la evacuación, Nasr escribió al monarca aragonés para informarle de que los defensores de la ciudad tendrían que detener a las tropas aragonesas restantes porque estaban saqueando territorios granadinos. El sultán señaló además que los musulmanes daban alojamiento y comida a sus expensas a los hambrientos aragoneses, acuciados por el hambre mientras esperaban que los recogieran los barcos enviados para ello.
Mientras, el asedio de Algeciras por parte de Fernando IV progresó poco, y en enero de 1310 este levantó el asedio y entabló conversaciones con Nasr. Sin embargo, las hostilidades continuaron: las tropas castellanas al mando del hermano del rey, el infante Pedro, tomaron Tempul (cerca Jerez de la Frontera) y la flota castellano-aragonesa seguía patrullando las aguas granadinas en mayo. Finalmente, se firmó un tratado de paz de siete años el 26 de mayo; Nasr accedió a pagar una indemnización de ciento cincuenta mil doblas de oro y un tributo anual de once mil doblas más a Castilla. Además, Granada cedía Gibraltar y algunas otras ciudades fronterizas, entre ellas Quesada y Bedmar, que Muhammad III había conquistado en la guerra anterior. Ambos monarcas acordaron ayudarse mutuamente contra sus enemigos; Nasr devino vasallo de Castilla y debía proporcionar hasta tres meses de auxilio militar por año si se le requería, con sus propias tropas y a sus expensas. Por añadidura, se abrirían mercados entre los dos reinos y Fernando IV nombraría un juez especial de las fronteras para resolver las posibles disputas entre cristianos y musulmanes en las regiones limítrofes entre los dos Estados. No hay registros históricos de que se firmase un tratado entre  Granada y Aragón, pero se sabe que Nasr acordó pagar a Jaime II sesenta y cinco mil doblas como indemnización, treinta mil de las cuales las aportaría Fernando IV.
La presencia de los benimerines en la península ibérica resultó efímera. Abu al-Rabi murió en noviembre de 1310 y le sucedió Abu Said Uzmán II, que quiso ampliar aún más sus territorios ibéricos. Envió para ello una flota allende el estrecho, pero esta fue derrotada por las naves al servicio de Castilla frente a Algeciras el 25 de julio de 1311. El descalabro hizo que el sultán abandonase sus planes ibéricos y devolviese sus posesiones ibéricas, incluidas Algeciras y Ronda, a Nasr.

## Rebelión y caída
A pesar de haber conseguido poner fin a la guerra en tres frentes con pérdidas mínimas, Nasr y su visir Ibn al-Hajj —que sustituyó a Ibn al-Mawl cuando este huyó al norte de África— pronto perdieron el favor de la corte. El historiador L. P. Harvey escribe que la razón de ello no está clara, mientras que el erudito casi contemporáneo Ibn Jaldún escribe que se debió a su «tendencia a la violencia y la injusticia»; Harvey rechaza esto como «propaganda hostil». El arabista Antonio Fernández-Puertas vinculó la impopularidad del sultán y del visir con el interés científico de Nasr, considerada excesiva por los nobles, así como con las supuestas tendencias procristianas de los dos. Se decía que Nasr pasaba demasiado tiempo construyendo astrolabios y tablas astronómicas y descuidaba sus deberes de soberano. La sospecha de simpatía procristiana surgió de su educación por parte de su madre cristiana y de su buena relación con Fernando IV. Ibn al-Hajj también era impopular, ya que se creía que tenía demasiado poder sobre el sultán. Otro elemento que empeoró la imagen de ambos era su costumbre de vestir a menudo a la manera castellana.
En noviembre de 1310, Nasr cayó gravemente enfermo y una fracción de la corte intentó restaurar a Muhammad III. El viejo y casi ciego exsultán fue transportado en litera desde Almuñécar. La conjura fracasó cuando Nasr se recuperó antes de que Muhammad fuera entronizado; Nasr luego encarceló a su hermano en el Dar al-Kubra (La Casa Mayor) de la Alhambra. Más tarde lo hizo ahogar, aunque no se sabe con certeza cuándo. Ibn al-Jatib menciona cuatro fechas: mediados de febrero de 1311, febrero o marzo de 1312, el 12 de febrero de 1312 y el 21 de enero de 1314. El historiador Francisco Vidal Castro, que sopesó las cuatro posibilidades, considera que la última es la válida porque también aparece en otros informes creíbles, así como en la lápida de Muhammad.
El cabecilla de la siguiente rebelión fue Abu Sa'id Faray, gobernador de Málaga y miembro de la dinastía nazarí. Era sobrino de Muhammad I —abuelo de Nasr y fundador del emirato— así como cuñado del soberano, ya que estaba casado con la hermana de Nasr, la princesa Fátima. Cuando Abu Said acudió a rendir el homenaje anual a Nasr, descubrió que este era impopular en la corte. También le disgustó lo que escuchó sobre él; según Fernández-Puertas, Abu Said también se indignó por la muerte de Muhammad III.
Abu Said se alzó en Málaga en 1311. En lugar de proclamarse sultán, declaró soberano a su hijo Ismaíl, que tenía la ventaja añadida de ser nieto de Muhammad II por su madre Fátima. Los rebeldes de Málaga recibieron el apoyo de las fuerzas norteafricanas de Uthman ibn Abi al-Ula, el jefe de los Voluntarios de la Fe acuartelados en la ciudad, mientras que otras tropas norteafricanas al mando de los príncipes Abd al-Haqq ibn Uthman y Hammu ibn Abd al-Haqq tomaron partido por Nasr. Los rebeldes tomaron Antequera, Marbella y Vélez-Málaga, avanzaron hacia la Vega de Granada y derrotaron a los soldados de Nasr en un lugar que las fuentes árabes llaman al-Atsha, posiblemente el moderno Láchar. Durante la batalla, Nasr se cayó del caballo, que huyó; el sultán hubo de correr a refugiarse en Granada. Abu Said sitió entonces la capital, pero carecía de los suministros necesarios para arrostrar una campaña prolongada. Nasr pidió socorro a Fernando IV y un ejército castellano al mando del infante Pedro venció a Abu Said e Ismaíl el 28 de mayo de 1312. Abu Said solicitó la paz; pudo conservar su cargo de gobernador de Málaga y reanudó el pago de tributos al sultán. Posteriormente, Nasr también pagó el tributo anual a Castilla en agosto de 1312, poco antes de la muerte de Fernando IV, al que sucedió su hijo Alfonso XI, que por entonces apenas tenía un año de edad.

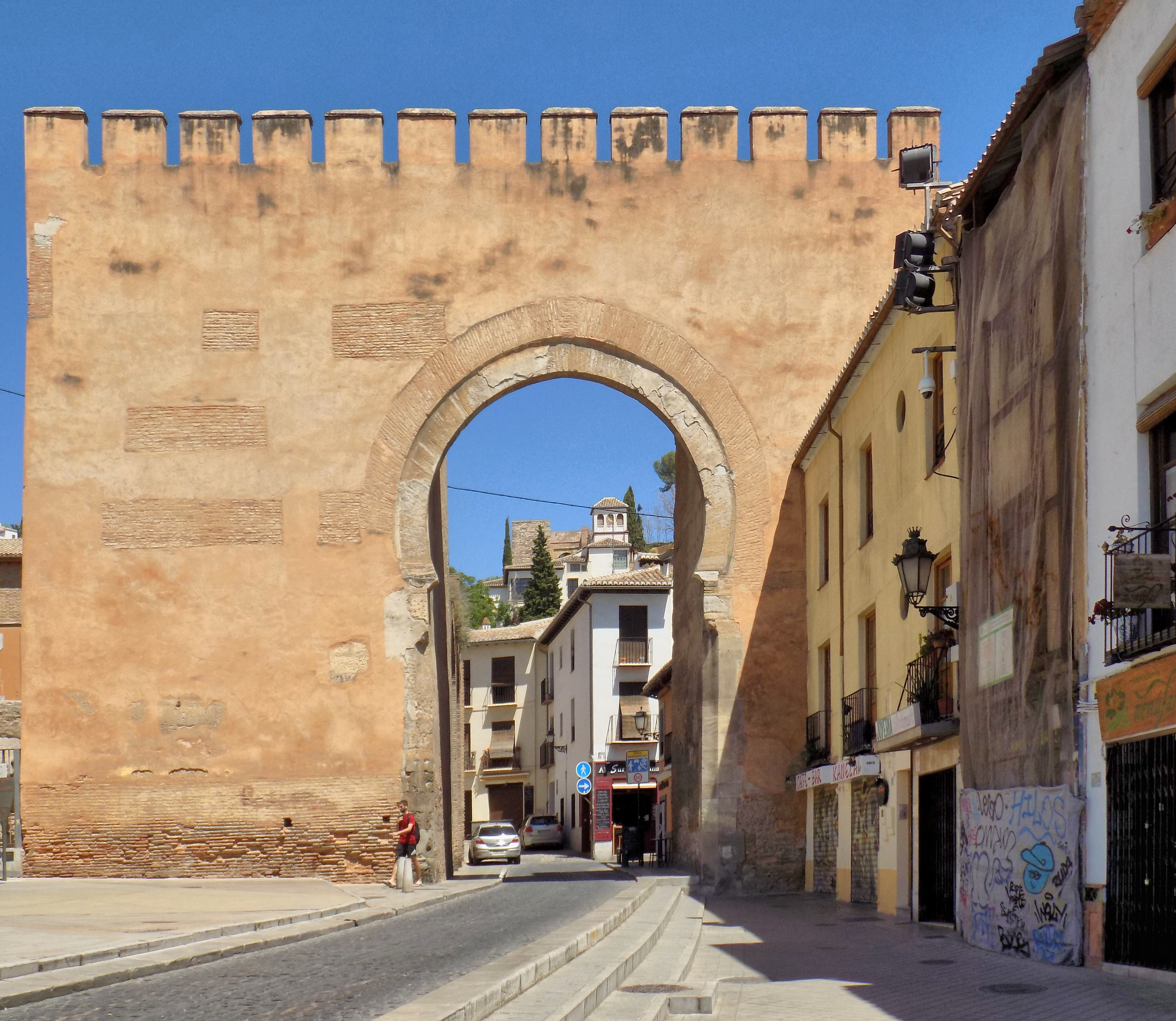
La puerta de Elvira, por donde Ismail I entró en Granada para deponer a Nasr en 1314

La oposición a Nasr continuó; sus adversarios huyeron de la corte y se asentaron en Málaga. Pronto Ismaíl se rebeló nuevamente con la ayuda de su madre Fátima y de Uthman ibn al-Ula. A medida que Ismaíl avanzaba hacia Granada, su ejército creció; los habitantes de la capital le abrieron las puertas de la ciudad. Ismaíl entró en ella por la puerta de Elvira y sitió a Nasr en la Alhambra. El cercado intentó solicitar el auxilio del infante Pedro (a la sazón uno de los regentes del rey niño castellano), pero la ayuda de este no llegó a tiempo: Nasr se vio obligado a abdicar el 8 de febrero de 1314 (21 Shawwal 713 AH). A cambio de la entrega de la Alhambra, se le permitió partir hacia Guadix, cuyo gobierno se le concedió. Abd al-Haqq ibn Uthman y Hammu ibn Abd al-Haqq lo acompañaron.

## Intento de recuperar el trono
Después de la derrota de Nasr y su traslado a Guadix, aún reclamó el trono. Se hizo llamar «rey de Guadix» y acaudilló a un grupo de parientes y sirvientes que se opusieron a Ismaíl. Por ello, Ismaíl sitió a Nasr en Guadix en mayo de 1315, pero abandonó el cerco tras cuarenta y cinco días. Nasr solicitó repetidamente la ayuda de Castilla, que por entonces gobernaba una regencia formada por los infantes Pedro y Juan y la abuela del rey, María de Molina. Pedro accedió a reunirse con Nasr y auxiliarlo, pero por separado también le comunicó a Jaime II de Aragón que tenía la intención de conquistar Granada para sí, y que le entregaría una sexta parte si colaboraba en la operación. En enero de 1316, Nasr reiteró a Jaime II que en la próxima campaña pretendía recuperar el trono de Granada. Además ofreció Guadix a Pedro si coadyuvaba en su restauración.
Los preparativos castellanos comenzaron en la primavera de 1316. El 8 de mayo, las fuerzas granadinas al mando de Uthman ibn Abi al-Ula interceptaron una columna castellana que trataba de abastecer a Nasr, que estaba nuevamente asediado en Guadix. Se libró una batalla cerca de Alicún, en la que las fuerzas castellanas de Pedro, apoyadas por Nasr, derrotaron a las tropas reales granadinas; los granadinos sufrieron mil quinientos muertos y tuvieron que retirarse a Granada. La guerra se prolongó durante varios años, en los que se intercalaron varias treguas cortas. El clímax de la contienda tuvo lugar el 25 de junio de 1319, cuando un contingente granadino acaudillado por Ismaíl se batió contra el ejército castellano en la Vega de Granada. Los regentes castellanos Juan y Pedro, que mandaban el ejército, perecieron en la lid, pero parece que de paro cardíaco. Los soldados de Ismaíl derrotaron al desanimado enemigo, privado de sus jefes. La derrota y muerte de los dos regentes dejó a Castilla descabezada, la sumió en la agitación interna y reforzó a Ismaíl. Ante la falta de liderazgo real, Hermandad General de Andalucía —confederación regional de ciudades fronterizas— tomó la iniciativa para negociar con Granada. Ismaíl y la Hermandad firmaron una tregua en Baena el 18 de junio de 1320, que debía durar ocho años. Una de las disposiciones era que los castellanos no ayudarían a ningún otro rey moro, lo que significaba el fin del apoyo castellano a Nasr.
Este murió en Guadix sin heredero el 16 de noviembre de 1322 (6 Dhu al-Qaida 722 AH) a la edad de 35 años; con su muerte se extinguió la línea masculina directa de la dinastía nazarí nacida de Muhammad I, el fundador del emirato. Los siguientes sultanes de Granada descendieron de Ismaíl, cuyo padre pertenecía a una rama colateral de la dinastía, pero cuya madre, Fátima, era nieta de Muhammad I. La falta de heredero de Nasr aseguró la unidad de la dinastía por el momento, e Ismaíl reincorporó pacíficamente al sultanato los territorios que hasta entonces habían estado bajo el control del difunto. Nasr fue enterrado primero en la mezquita principal de Guadix, pero posteriormente se lo trasladó a la colina de Sabika de la Alhambra, junto a su abuelo Muhammad I y su hermano Muhammad III.

## Carácter y legado

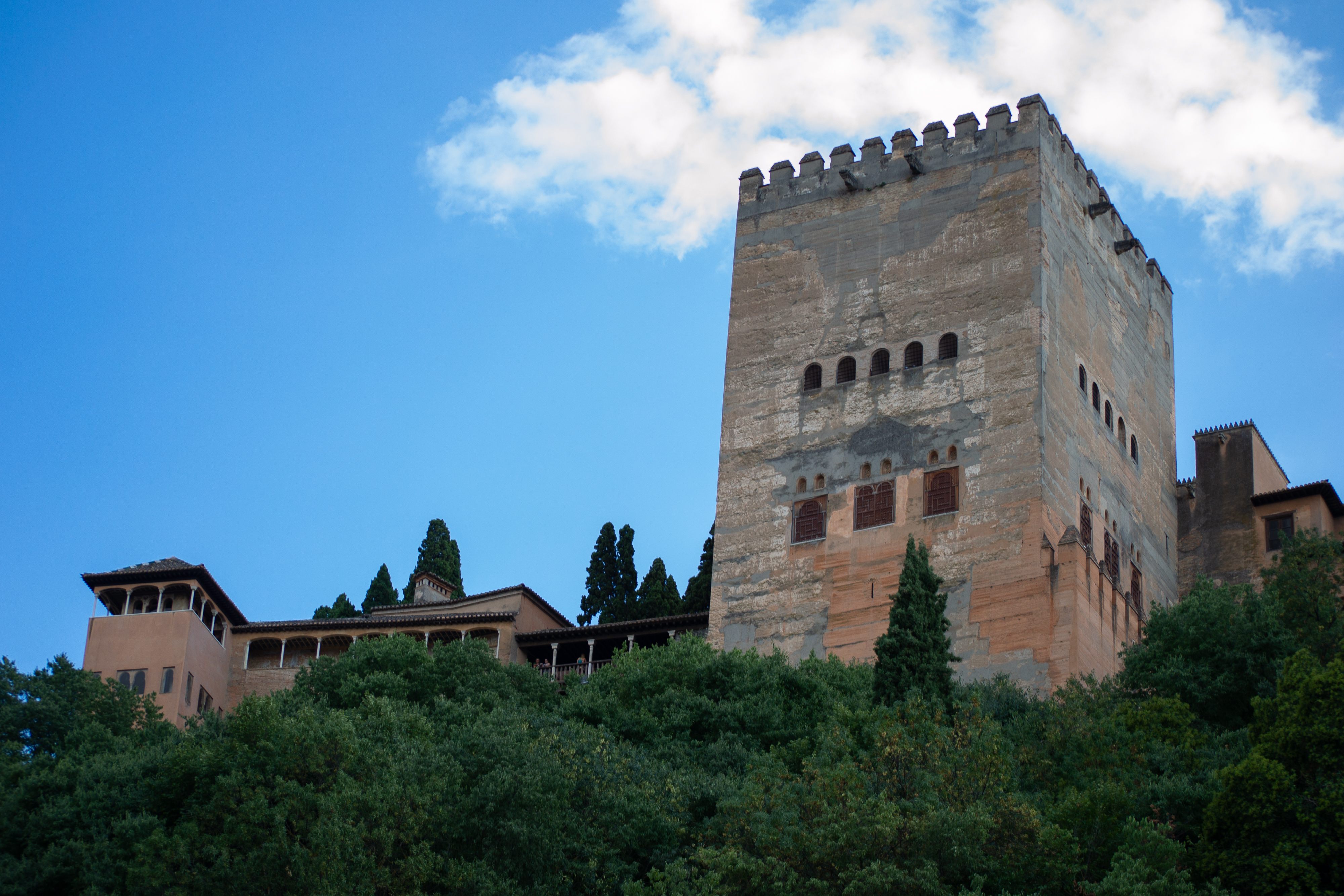
Nasr construyó la Torre de Abu al-Juyush, ahora conocida como Torre del Peinador de la Reina.

Las biografías oficiales describen a Nasr como elegante, caballeroso, casto y amante de la paz. Tenía conocimientos de astronomía merced a la instrucción que le dio Muhammad ibn al-Raqqam (1250-1315), astrónomo murciano que se estableció en Granada por invitación de Muhammad II. Nasr escribió varios almanaques y tablas astronómicas. También fue mecenas de un médico notable de su época, Muhammad al-Safra de Crevillente, que lo siguió como médico personal en su exilio a Guadix tras ser destronado en Granada. Fue el responsable de la construcción de la Torre de Abu al-Juyush en la Alhambra, una torre rectangular erigida sobre la muralla de la ciudad construida por Muhammad II, a la que está conectada por una escalera oculta que conduce a un pasadizo subterráneo que sale del complejo palaciego. En la actualidad es más conocida como la «del Peinador de la Reina» por haber sido utilizada por Isabel de Portugal, consorte del emperador Carlos V. La torre probablemente fue utilizada y renovada por los sucesores de Nasr y Yusuf I —hijo de Ismaíl I, que destronó a Nasr— intentó sustituir las referencias a Nasr presentes en la torre por su propio nombre.
Para los historiadores tradicionales y modernos, la abdicación de Nasr en favor de Ismaíl I marcó el fin de al-dawla al-ghalibiyya al-nasriyya, «la dinastía nazarí de al-Ghalib», cuyos soberanos descendían patrilinealmente de Muhammad I —también conocido por el epíteto «al-Ghalib billah»—, y la asunción del trono por otro linaje: al-dawla al-isma'iliyya al-nasriyya, «la dinastía nazarí de Ismaíl». La dinastía nazarí no tenía una regla de sucesión específica, pero Ismaíl I fue el primero de los pocos sultanes que solo descendían matrilinealmente del linaje real. El otro caso fue el de Yusuf IV, cuyo advenimiento al trono granadino aconteció en 1432.